# 施皮林根

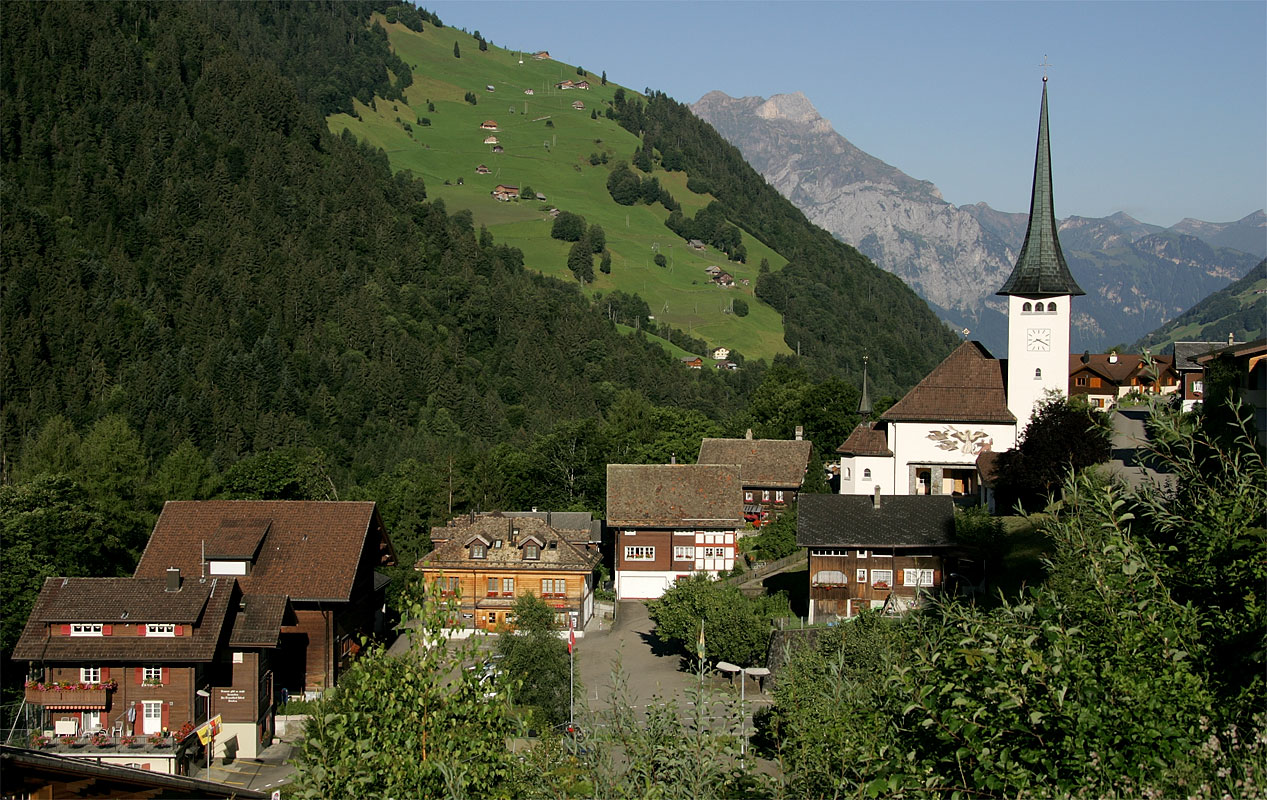

施皮林根是瑞士乌里州的市镇，位於該州东部的舍興河（schächen）河谷中，面積64.68平方公里，海拔高度923米，2018年人口849人，人口密度每平方公里13人。